# Divadlo v Kotcích
Divadlo v Kotcích, německy Theater an der Kotzen (zvané také Kotzentheater, Comoedia-Haus nebo Königliches Prager Theater nebo prostě Opera Haus), byla provizorní divadelní scéna v Praze, kterou v roce 1739 nechal na své náklady vybudovat pražský magistrát. Nacházela se na území tehdejšího převážně německého Havelského města, poblíž karmelitského kláštera u sv. Havla, na Starém Městě pražském.

## Dějiny

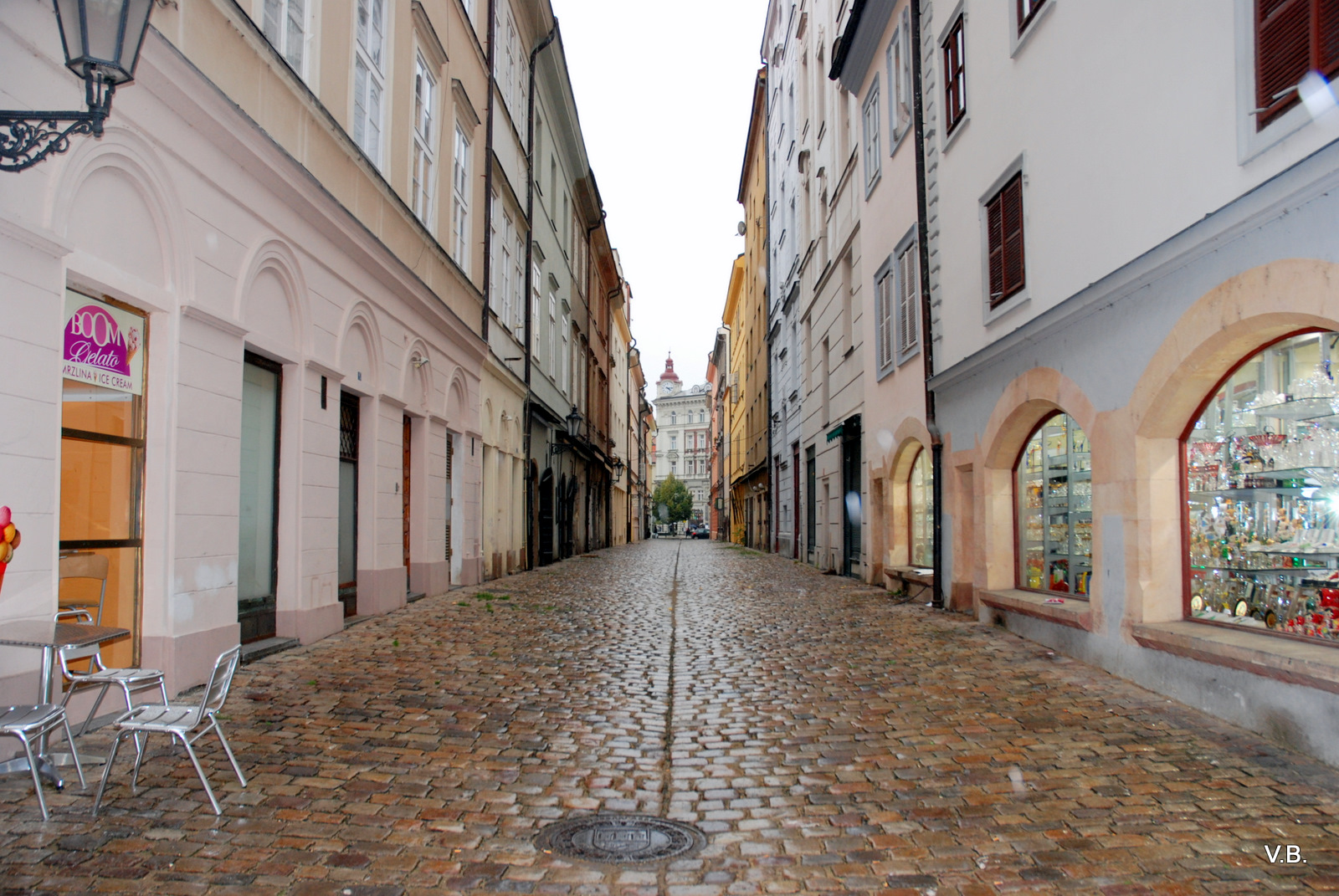
Ulice V Kotcích 2010

Divadlo v Kotcích vzniklo roku 1739 jako první kamenné divadlo v Praze. Tato převážně německá divadelní a operní scéna v pražské ulici V Kotcích, vznikla jako druhá veřejná operní scéna v Praze, po Šporkově šlechtickém divadle.
Své největší slávy dosáhlo divadlo v letech 1739–1783, s nucenou přestávkou v době války o rakouské dědictví v letech 1741–1742.
V divadle se hrálo německy a italsky, prováděly se zde také činohra, pantomima, baletní představení a loutkové divadlo (marionety).
Mezi italské operní principály patřil Pietro Mingotti (od 1743) a slavný Giovanni Battista Locatelli, který si divadlo pronajal v letech 1748–1757 a prováděl zde mimo jiné i vlastní opery. Také poslední impresário byl Ital Giuseppe Bustelli.
Jediná hra uvedená v českém jazyce byl Kníže Honzík roku 1771. Jednalo se o překlad Jana Josefa Zeberera z německého originálu "Herzog Michel" Karla Friedricha Krügera. Tato hra byla ale hrána německými herci, kteří češtinu komolili, a proto byli vypískáni.
Svou činnost ukončilo Divadlo v Kotcích roku 1783.